# Alte Nationalgalerie

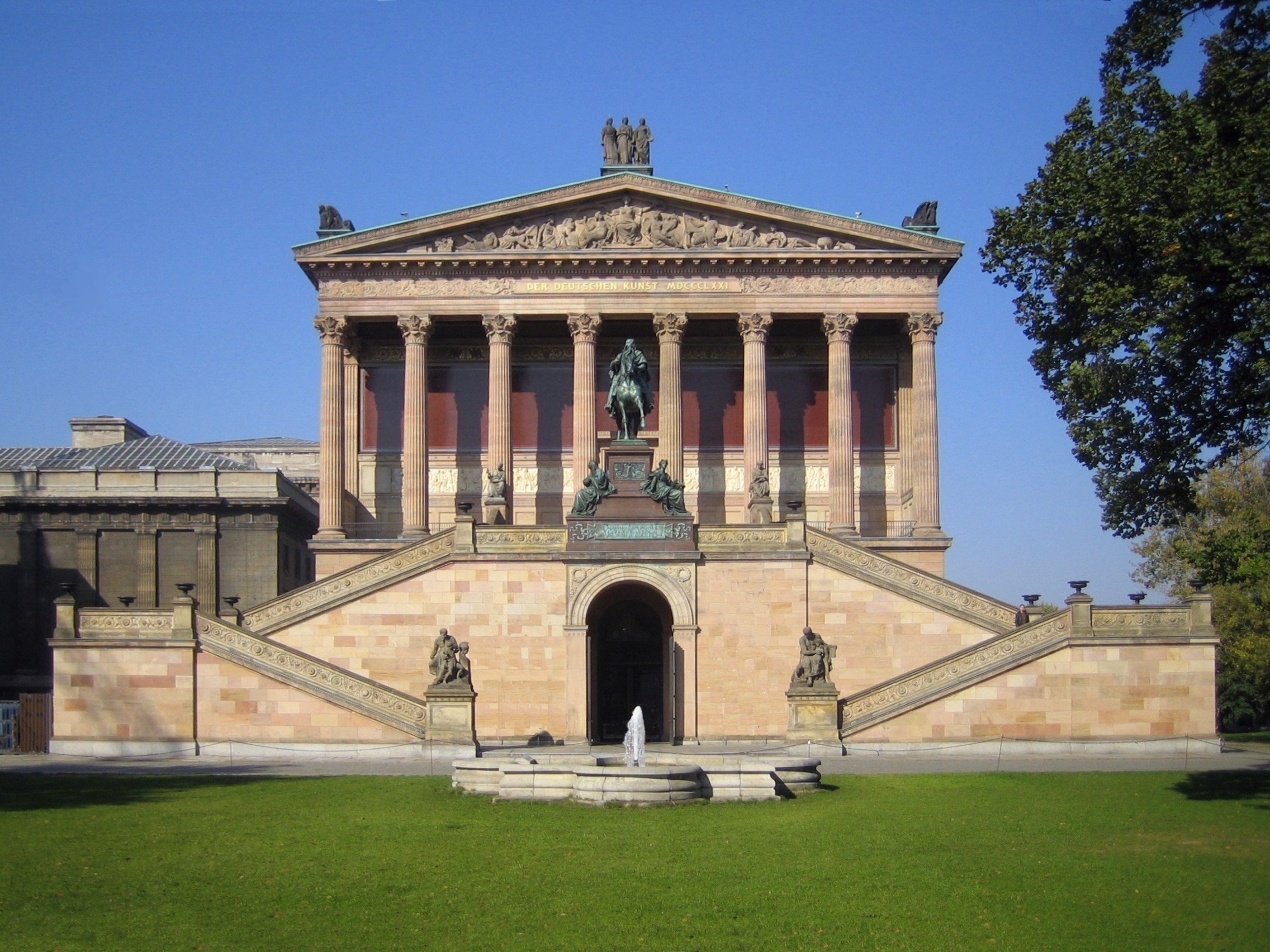
Alte Nationalgalerie.

Alte Nationalgalerie (gamla nationalgalleriet) är ett museum för konst i Berlin, del av Museumsinsel.
Alte Nationalgalerie stod klart 1876, ritat av August Stüler, för att hysa en samling med 1800-talskonst, donerad av bankmannen Joachim H. W. Wagener. Samlingen utökades senare och omfattar idag en av de största samlingarna av 1800-talsskulpturer och målningar i Tyskland. Byggnaden skadades svårt under andra världskriget och restaurerades i omgångar efter kriget fram till 1969. 1998-2001 var museet helt stängt för omfattande restaurering. Idag finns endast målningar här (skulpturerna finns numer i Friedrichswerdersche Kirche).